# ビールマンスピン

ビールマンポジション

ビールマンスピン（Biellmann spin）はアップライトスピンのうちのひとつで、デニス・ビールマンが広く普及させたスピン。

## 概要
フィギュアスケート選手が片足で回転し、フリーレッグを背後から伸ばして頭上に高く持ち上げ、そのブレードをキャッチする。体全体で涙滴型をつくるスピン。胴体と足で形作るラインは、しばしばチューリップのつぼみに喩えられる。このポジションを取るには高度の柔軟性と高い回転能力が必要とされる。大多数は女性選手が行なうものの、少数ながら男性選手（エフゲニー・プルシェンコ、羽生結弦、マイケル・クリスチャン・マルティネス、ミハイル・コリヤダなど）も披露している。
ビールマンポジションはスパイラルポジションの中でも使用される。

## 歴史
ビールマンスピンはその名誉を称えてデニス・ビールマンから名前が取られているが、競技会で最初に披露したのはデニス・ビールマンではない。
1937年世界選手権でセシリア・カレッジがレイバックスピンからフリーレッグを片手で持ち上げてビールマンのポジションを取ったといわれているが、現存する動画は無い。カレッジが残した動画で確認できるのはドーナツスピンである。残されている動画で確認できる最初のビールマンスピンの原型は、1960年ヨーロッパ選手権でタマラ・ブラトゥス（モスクビナ）が行なったものである。ブラトゥスは体操競技を見た後でヒントを得てこのスピンを考案した。彼女は1965年のヨーロッパ選手権でもこのスピンを行なっている。しかし、ブラトゥスが行なったスピンはフリーレッグを頭の上に持ち上げているものの、高々と足を伸ばしておらず、体と足で作るラインも楕円形、卵型に近いものであった。その後他の選手もこのスピン（または原型）を競技会で披露しはじめた。その中にはジャネット・チャンピオン、スラヴァ・コホート、カリン・アイテンがいる。カリン・アイテンのスピンの動画は残されていて、現在のビールマンスピンにかなり近いがブレードを掴む両腕の肘は90度に曲がっていて、持ち上げた足の膝も90度曲がっているので完全なビールマンポジションではない。1970年代後半にデニス・ビールマンが競技会で行ない、このスピンを普及させた。デニス・ビールマンはこのスピンを披露した中で初めて世界選手権で優勝した選手である。
1990年代にはペア競技でナタリヤ・ミシュクテノクがアルトゥール・ドミトリエフとのデススパイラルをこのポジションで行なった。
イリーナ・スルツカヤはビールマンスピンでチェンジフットを行った最初のスケーターである。スルツカヤは片足でビールマンスピンを行なった後、直ちにチェンジフットで足を変えてビールマンスピンをした。

## バリエーション
ユリア・リプニツカヤの柔軟な体が生み出す、胴体と足のラインが直線に近い極めて鋭い鋭角になったポジションは、ろうそくに喩えて「キャンドルスピン」と呼ばれる。

## ビールマンスピンの制限
新採点法が開始されてから多くの選手が様々な要素でビールマンポジションをとるようになった。たとえばコレオ・スパイラルでスパイラルのクオリティにかかわらずポイントを上げるためにこのポジションをとるようになる。さらには、レイバックスピンを8回転行った後で難しい変化形を加えるためにビールマンスピンに移行し、得点の価値を高めている。
ビールマンポジションでのスピンはレイバックスピンやアップライトスピンの難しいバリエーションのひとつと分類されていて、選手はレイバック、アップライトのどちらでもその難しいバリエーションができるし、またビールマンスピン単独でもソロスピンとしてカウントされている。
新採点法で増え続けていくビールマンスピンにより、第51回ISU総会ではひとつのプログラムに入れるビールマンポジションの回数が制限されたと発表した。これは選手の体への負担を考慮し、プログラムの多様性を求めている。

## ギャラリー

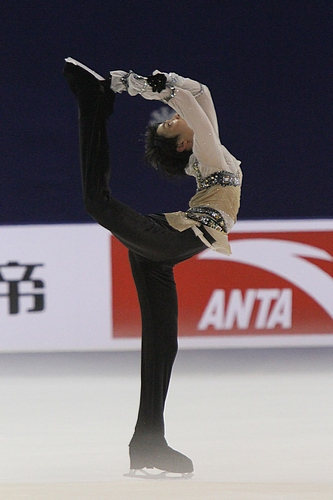
羽生結弦
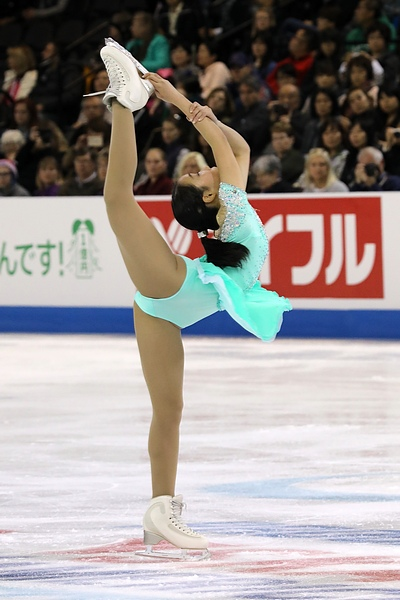
三原舞依
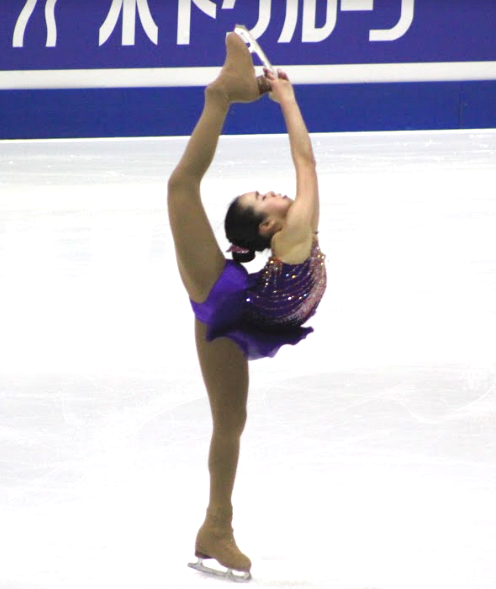
カレン・チェン
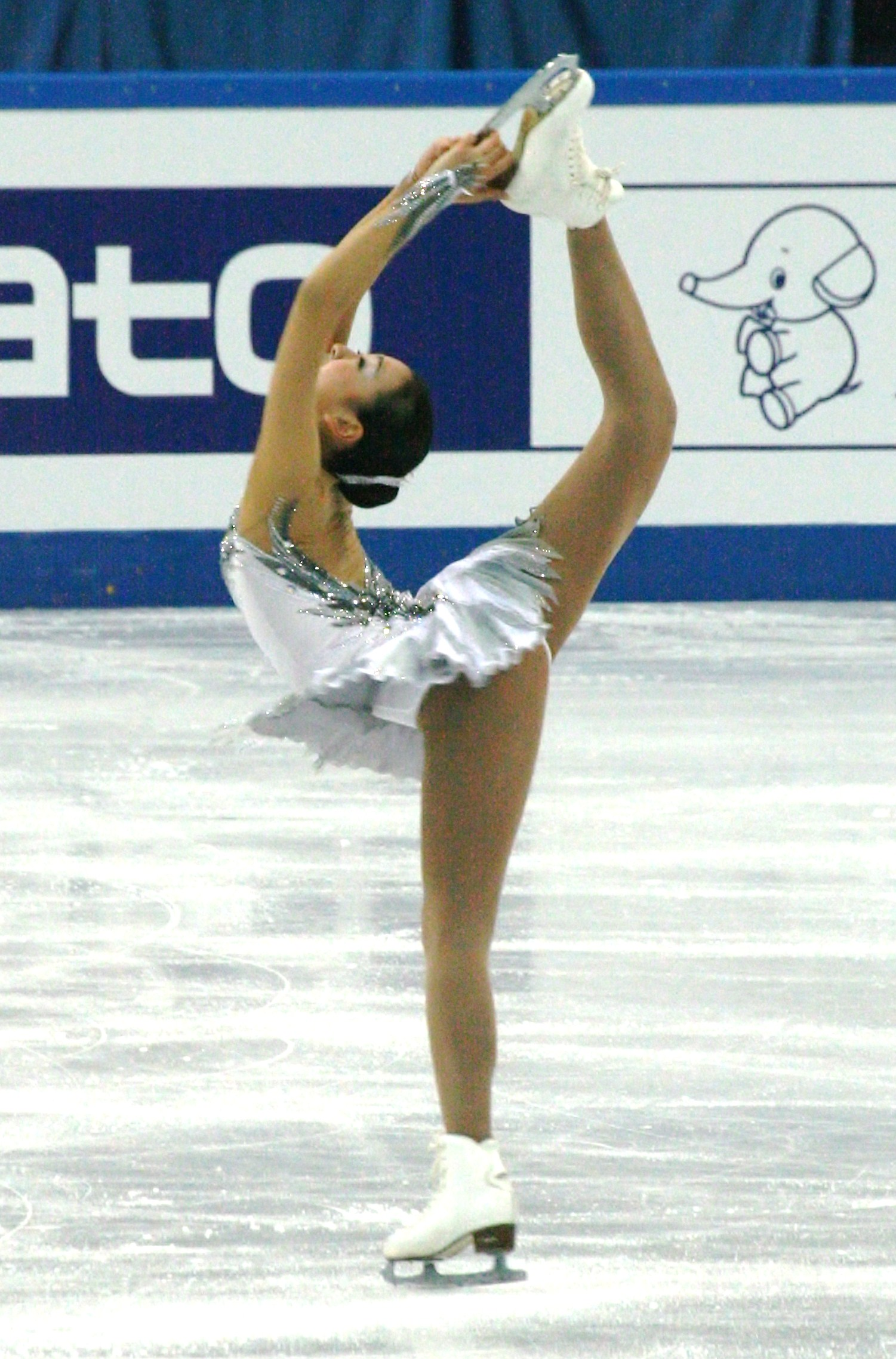
浅田真央
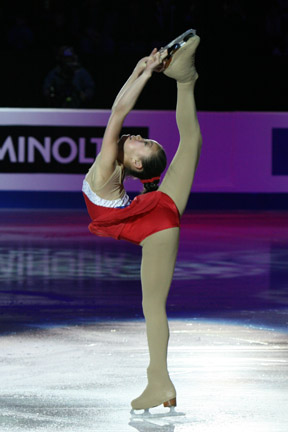
キャロライン・ジャン
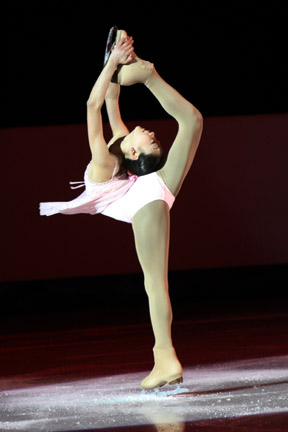
長洲未来